# Kibaale (district)
Pour la ville, voir Kibaale.
Le district de Kibaale est un district de l'ouest de l'Ouganda. Sa capitale est Kibaale.

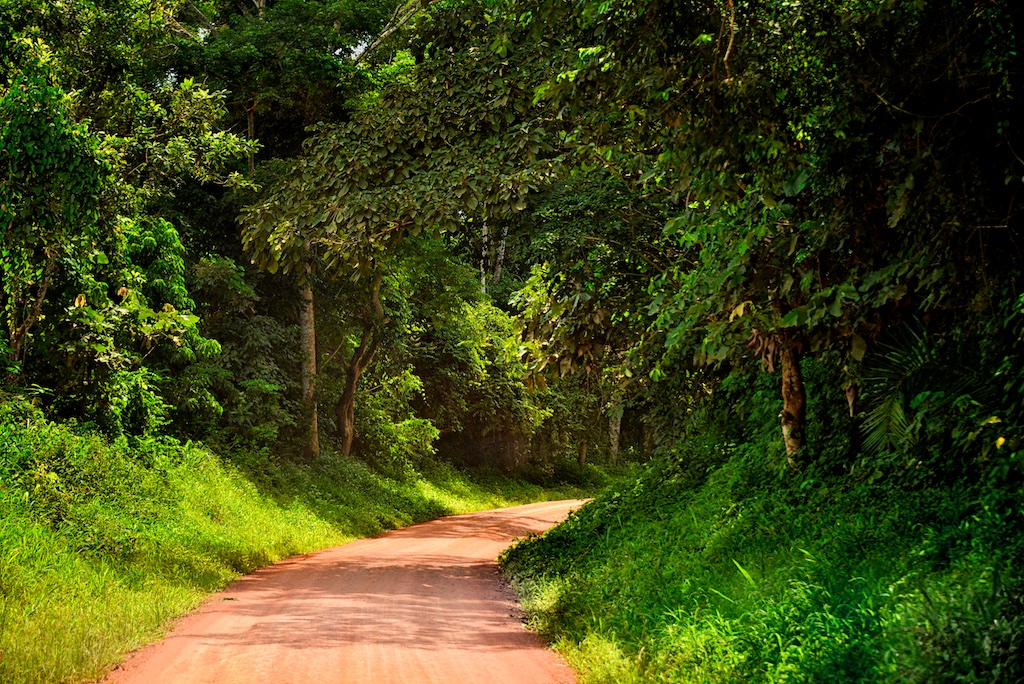
Une piste dans le Parc national de Kibale.